# بين مور (ملحن)
بين مور (بالإنجليزية: Ben Moore)‏ هو ملحن أمريكي، ولد في 2 يناير 1960.

## وصلات خارجية
- بين مور على موقع ميوزك برينز (الإنجليزية)
- بين مور على موقع ديسكوغز (الإنجليزية)